# Eengezinswoning

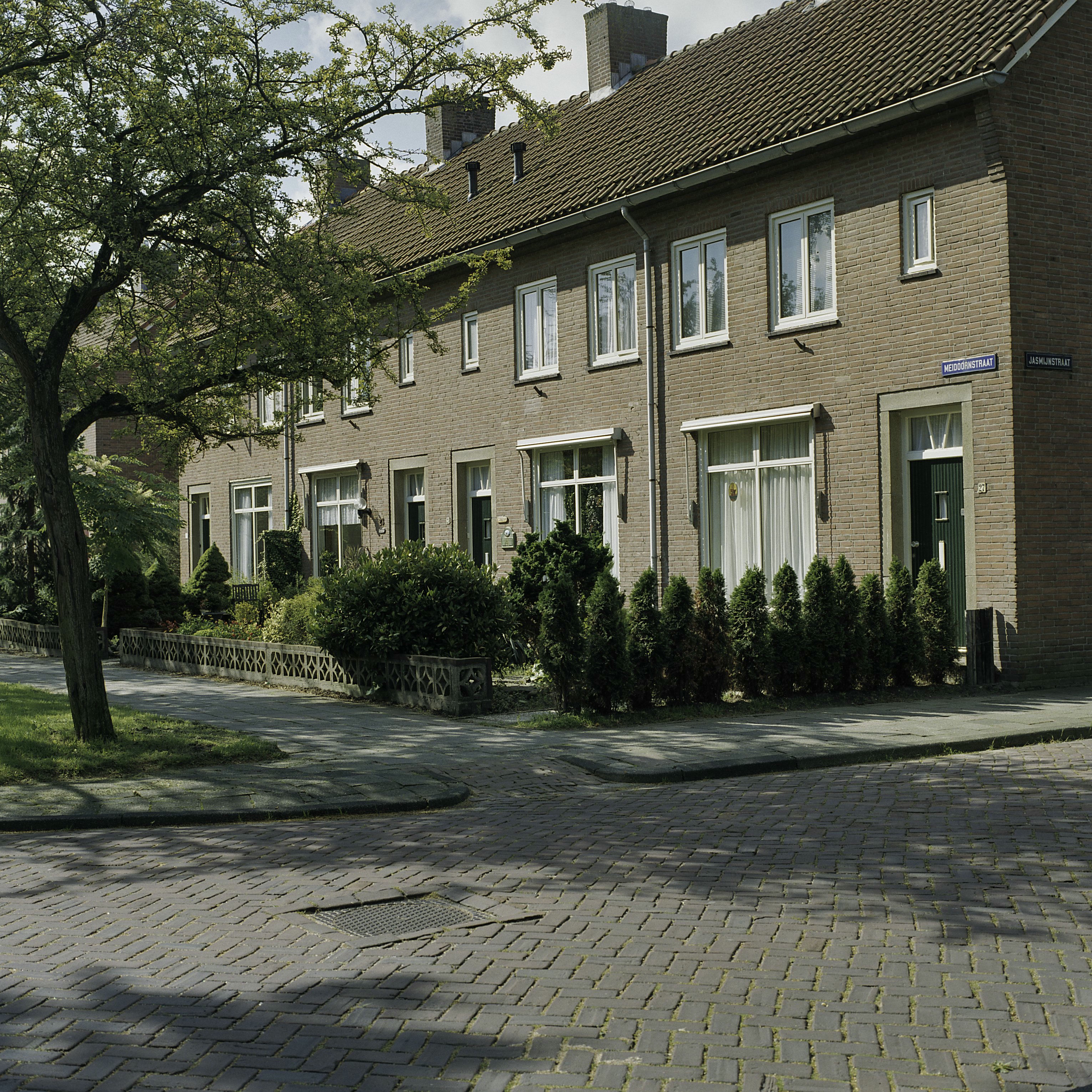
Eengezinswoningen in Emmeloord

Een eengezinswoning is een woningtype dat bedoeld is voor bewoning door één persoon en zijn/haar eventuele gezin.
Een eengezinswoning heeft de volgende kenmerken:
- De woning bevindt zich op de begane grond en er bevinden zich geen andere woningen boven of onder de woning in kwestie. Wanneer dat wel het geval is spreekt men van een appartement, maisonnette, bovenwoning of benedenwoning. Een andere naam voor het laatstgenoemde woningtype is ook wel parterre.
- Aan de voorkant van de woning bevindt zich geen galerij of gedeeld niet-openbaar gangpad, de toegang van de woning c.q. van de bijbehorende (voor)tuin komt rechtstreeks op de openbare weg uit.
- De woning is voorzien van een woonkamer, traditioneel op de begane grond, en twee of meer slaapkamers op andere etages. Als op de begane grond een garage ingebouwd is spreken we van een drive-inwoning. Wanneer de woning niet voorzien is van een etage spreekt men van een bungalow.
- De woning is voorzien van een kookgelegenheid en sanitaire voorzieningen waarop de bewoner en eventueel zijn gezin het exclusieve gebruiksrecht heeft.

Eengezinswoningen komen voor als rijtjeshuizen, twee-onder-een-kapwoningen en vrijstaande huizen. De eerste stenen eengezinswoningen in Amsterdam werden in 1918 gebouwd in Vogeldorp, het oudste tuindorp in Amsterdam-Noord.